# Поляков, Валентин Викторович
Валентин Викторович Поляков (5 ноября 1905, Серёгово, Вологодская губерния — 4 февраля 1974, Сыктывкар) — советский художник, график, живописец, организатор Коми отделения Союза художников СССР и первый его председатель.

## Биография
Учился в Ленинградском художественно-промышленном техникуме (1924-28). После учёбы переезжает в Сыктывкар, становясь таким образом первым профессиональным художником Коми АССР. В 30-м году возглавляет художественный отдел Коми книжного издательства.
Был значимым для республики организатором и энтузиастом. В 1943 году создаёт Союз советских художников Коми АССР, возглавлял его 20 лет, вёл студию ИЗО при Управлении по делам искусств при СНК Коми АССР, принимал важнейшее участие в создании художественного музея Коми АССР (1943). Первым занялся художественным образованием в Сыктывкаре: вёл изостудии и кружок книжной графики при Госиздате, преподавал искусство в школах и техникумах. Был первым директором республиканской детской художественной школы. Преподавал историю искусства на Коми отделении ГИТИС эвакуированного в Сыктывкар.

## Награды и звания
- Заслуженный художник РСФСР (1966)
- Заслуженный деятель искусств Коми АССР (1946)

## Галерея

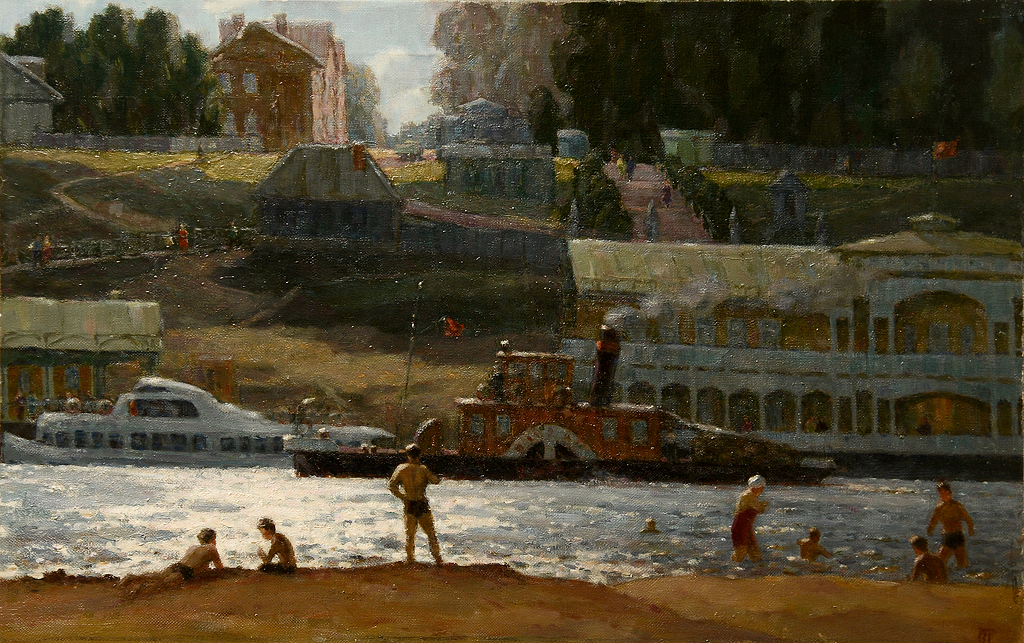
Поляков В. В.  На Сысоле. 1959
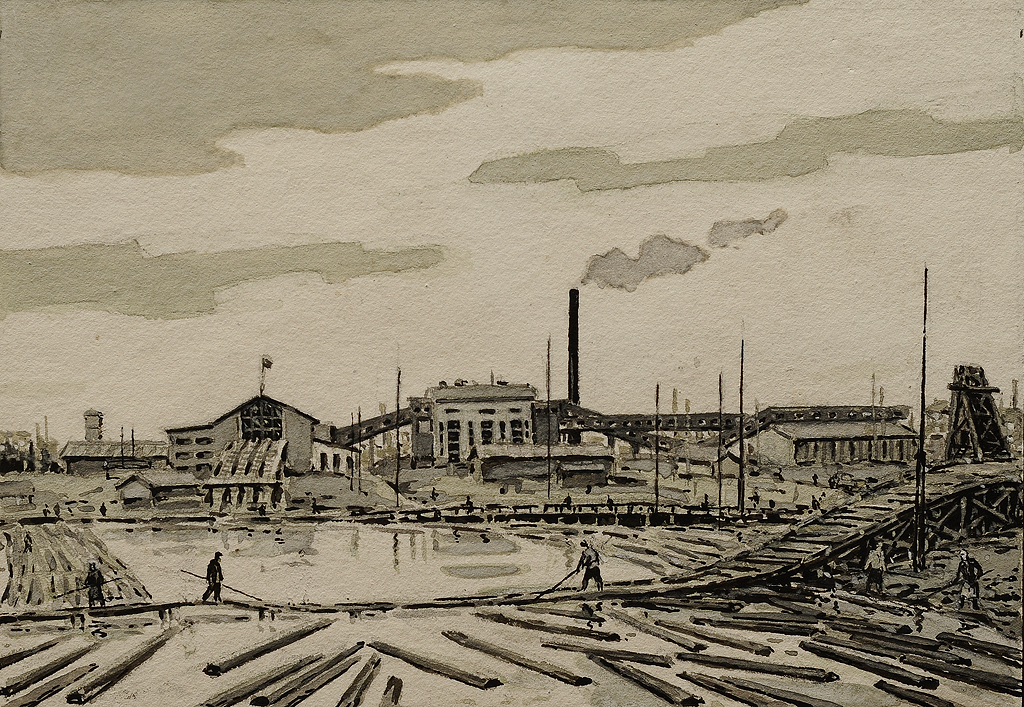
Поляков В. В. Лесозавод. 1954
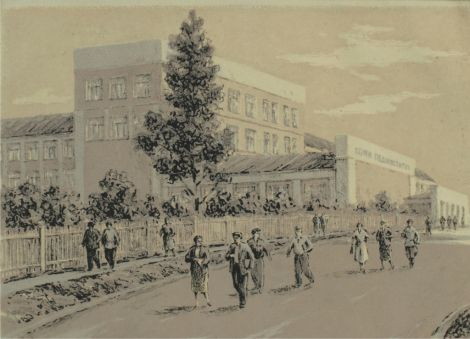
Поляков В. В. У пединститута
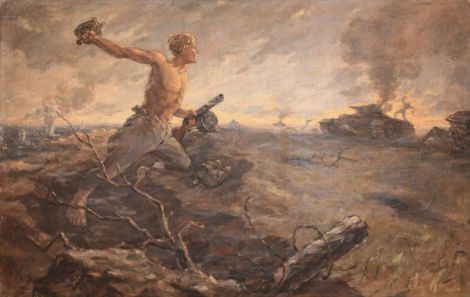
Поляков В. В. Подвиг Героя Советского Союза В. Н. Лобанова. 1945
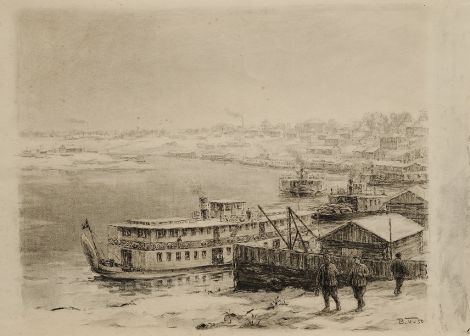
Поляков В. В. Вечер на Сысоле. Из серии «Сыктывкар». 1955